# Epic Problem
Epic Problem ist eine britische Punk (Musik)- und Oi!-Band aus  New Mills, Derbyshire.

## Bandgeschichte
Epic Problem gründeten sich 2011 in New Mills, Derbyshire. Initiativ tätig waren Neil „Mackie“ McLennan (ex-Blitz) und Jake McCullough, die die Band bereits seit längerem geplant haben, aber lange brauchten, um geeignete Mitstreiter zu finden. Gemeinsam entstanden die ersten Demoaufnahmen, bis mit Anthony „Morry“ Morrison ein fester Bassist und mit Greg Boulton ein fester Schlagzeuger in die Band kamen. Zwischen 2011 und 2014 erschienen diverse Split-Veröffentlichungen, Singles und Minialben. Die Band beteiligte sich außerdem an der Oi!-Kompilation Oi! This Is Streetpunk! Volume Three sowie dem Turbonegro-Tributalbum Omega Motherfuckers.
2015 erschien die Kompilation ’11–’14 über die drei Independent-Labels Savage Amusement, Boss Tuneage und Pumpkin Records. Es ist die erste Veröffentlichung der Band, die ausschließlich im CD-Format erschien und nicht als Vinyl.

## Musikstil
Musikalisch lehnt sich Epic Problem an die Früh-Achtziger Punk- und Oi!-Szene an. Einflüsse sind unter anderem The Clash, Fugazi und Stiff Little Fingers, aber auch Anarcho-Punk-Bands wie Conflict, Antisect oder Crass oder neuere Bands wie Leatherface, Off With Their Heads! und Paint It Black.

## Diskografie

### Alben
- 2013: All Broken (10’’, Minialbum, Longshot Music/Pirates Press Records/Contra Records)

### Singles, EPs und Splits
- 2011: Epic Problem EP (CD-R, Eigenproduktion)
- 2011: Battles (7’’, Pumpkin Records/Longshot Music/Contra Records)
- 2014: Lines (7’’, Longshot Music/Rebellion Records/Rebel Sound)
- 2015: Split mit Holiday (Split-7’’, Brassneck Records/JSNTGM Records/Prejudice Me Records/Pumpkin Records/Smegma Records)
- 2017: False Hopes (7", Brassneck Records)

### Kompilationen
- 2015: ’11–’14 (Savage Amusement, Boss Tuneage und Pumpkin Records)

### Samplerbeiträge
- 2013: Nihilistic Army auf Omega Motherfuckers (Self Destructo Records)
- 2013: Not Dead Yet auf Oi! This Is Streetpunk! Volume Three (Pirates Press Records/Longshot Music)